# Duumviri perduellionis
Duumviri perduellionis van ser, a l'antiga Roma, dos oficials o jutges nomenats amb el propòsit de jutjar persones acusades del crim de perduellio (alta traïció).
Alguns erudits pensen que eren els mateixos que els quaestores parricidi, i segurament devien ser els mateixos en algun període matiner de la història de Roma, probablement durant la monarquia. Amb la república eren sens dubte feines diferents, ja que els quaestores eren nomenats cada any i els duumvirs eren nomenats de manera especial quan eren necessaris. Els nomenaven els comicis curiats inicialment i després pels comicis centuriats a proposta dels cònsols. En el cas de Gai Rabiri, acusat de perduellio, el pretor, que era Juli Cèsar, va nomenar els duumvirs, encara que sembla una excepció. Ja no es van nomenar durant l'Imperi.
Els culpables de perduellio eren castigats amb la mort i penjats a l'arbor infelix, o tirats de la roca Tarpeia; però els declarats culpables pels duumvirs podien apel·lar al poble, als comicis centuriats; el darrer cas que això va passar va ser el de Gai Rabiri, al que Ciceró va defensar davant els comicis.
La casa dels que eren condemnats per perduellio era arrasada fins als fonaments i els seus parents no els podien vetllar.